# D 10
D 10 war ein Torpedodivisionsboot der Kaiserlichen Marine, das als Führerboot von Torpedobooten und zu Vergleichszwecken in Großbritannien beschafft wurde.

## Torpedodivisionsboote
Die als Divisionsboote bezeichneten Führerboote von Torpedobootsflottillen der Kaiserlichen Marine stellten größen- wie bewaffnungsmäßig einen Vorläufer der späteren Zerstörer dar. Entsprechend der damaligen deutschen Einsatzdoktrin dienten sie jedoch nicht primär der Abwehr angreifender Torpedoboote, sondern sie sollten die eigenen Torpedoboote bei Angriffen gegen feindliche Kräfte anführen und mit ihrer verstärkten Bewaffnung unterstützen.
Eine Torpedoboots-Division bestand im Regelfall Ende des 19. Jahrhunderts aus einem Divisionsboot und acht Torpedobooten. Statt üblichen Benennung aus dem Anfangsbuchstaben der Bauwerft und einer fortlaufenden Nummer, wie bei den normalen Torpedobooten, wurde bei den Divisionsbooten der Nummer ein „D“ für Divisionsboot vorangestellt.

## Geschichte

### Bau und Indienststellung
Das Boot wurde im Etatjahr 1896 vom Reichsmarineamt als Schwesterschiff der seinerzeit ob ihrer Geschwindigkeit hoch gelobten britischen Thornycroft-30-knotter-Klasse bestellt. Ursächlich für den Kauf war ein Leistungs- und Konstruktionsvergleich mit dem letzten Eigenbau D 9.
Die Baufortschritte wurden auf der Thornycroft-Werft in Chiswick von Beamten des Reichsmarineamtes überwacht und regelmäßig dem Staatssekretär Tirpitz und der Torpedo-Inspektion berichtet. Interessant für die deutsche Seite war hierbei, dass man überraschend feststellte, wie die auf britischer Seite ermittelten hohen Probefahrtsgeschwindigkeiten zustande kamen: Auf den britischen Booten war für die Probefahrt weder eine Bewaffnung eingebaut noch fuhren sie mit vollen Vorräten oder vollständiger Besatzung. D 10 erledigte nach der Übernahme durch die Kaiserliche Marine die Probefahrten nach deutschem Reglement und kam dabei nur auf knapp 27 Knoten statt der über 30 Knoten, die für die britischen Schwesterschiffe berichtet wurden. Die dauerhaft haltbare Geschwindigkeit reduzierte sich sogar auf 22 bis 23 Knoten und lag damit auf dem Niveau von D 9, das jedoch wesentlich seetüchtiger war. Nachträglich mussten auf D 10 die Schornsteine erhöht und das Bugtorpedorohr entfernt werden. In der Kaiserlichen Marine erhielt das Boot aufgrund seiner mangelhaften Seefähigkeit den Spitznamen „Schlingerpott“.

### Unterschiede zur britischenD-Klasse
Trotz des gleichen Bootskörpers gab es, bedingt durch die deutsche Einsatzdoktrin, bauliche Unterschiede zu den britischen Schwesterbooten der 'D-Klasse. Die Brücke wurde nicht über dem Turm mit dem Hauptgeschütz angeordnet, sondern stand unmittelbar vor dem vorderen Schornstein. Auch die Bewaffnung war anders: Während bei den britischen Booten gemäß der dortigen Einsatzdoktrin als Torpedobootszerstörer die Bewaffnung aus einem 12-Pfünder-7,6-cm-L/40-Mk.I-Geschütz auf der Back, fünf 6-Pfünder-5,7-cm-L/40-Kanonen und zwei 45,7-cm-Torpedorohren bestand, verfügte das deutsche Boot über fünf 5,0-cm-Torpedobootskanonen L/40 zur Zerstörerabwehr sowie über ein zusätzliches 45-cm-Unterwasser-Bugtorpedorohr. Der Hauptmast stand beim deutschen Boot zwischen beiden Schornsteinen, während er sich bei der britischen D-Klasse vor dem vorderen Rauchabzug befand.

### Einsatzgeschichte
Nachdem bereits ab 1898 mit S 90 das Hochsee-Torpedoboot, später als Großes Torpedoboot bezeichnet, in der Marine eingeführt worden war, wurde D 10 aufgrund seiner Unzulänglichkeiten ab 1907 als Tender bei der U-Boot-Abnahmekommission eingesetzt. Nach dem Kriegsbeginn im Jahr 1914 diente es unter Kapitänleutnant Hans Adam kurzzeitig im Küstenschutz und wurde dann der 5. U-Boots-Halbflottille als Begleitschiff zugeordnet. Nach dem Krieg kam es ab 1919 noch kurze Zeit als Wohnboot zum Einsatz, bevor es am 28. Juli 1922 aus der Flottenliste gestrichen, ausgemustert und dann in Wilhelmshaven abgewrackt wurde.
D 10 war das letzte beschaffte Torpedodivisonsboot der Kaiserlichen Marine. Für die folgenden Hochsee-Torpedoboote ab der Serie S 90 wurden keine derartigen speziellen Führerfahrzeuge mehr beschafft. Stattdessen erhielten einzelne Boote zusätzliche Einrichtungen und Unterkünfte für den Flottillen- resp. Halbflottillenstab.

## Kommandanten (Auswahl)
- Hans Zenker: um 1898
- Kapitänleutnant Hans Adam: von März 1913 bis März 1915 (zeitgleich Chef der 5. U-Boots-Halbflottille)
- Oberleutnant zur See Willy List: von März 1916 bis Juli 1916
- Kapitänleutnant Constantin Kolbe: von Juli 1916 bis September 1917